# Breidenbach
Breidenbach é uma comuna francesa na região administrativa de Grande Leste, no departamento de Mosela. Estende-se por uma área de 10,89 km². Em 2010 a comuna tinha 328 habitantes (densidade: 30,1 hab./km²).